# Eichstätt Bahnhof
Eichstätt Bahnhof ist der einzige Bahnhof und eine von vier Betriebsstellen in der großen Kreisstadt Eichstätt. Als einzige dieser Stationen liegt er an der Bahnstrecke München–Treuchtlingen. Zusätzlich beginnt hier die Bahnstrecke Eichstätt–Beilngries, welche aber nur noch bis zum Haltepunkt Eichstätt Stadt besteht.
Der Bahnhof hat 93 P+R-Parkplätze.

## Geschichte

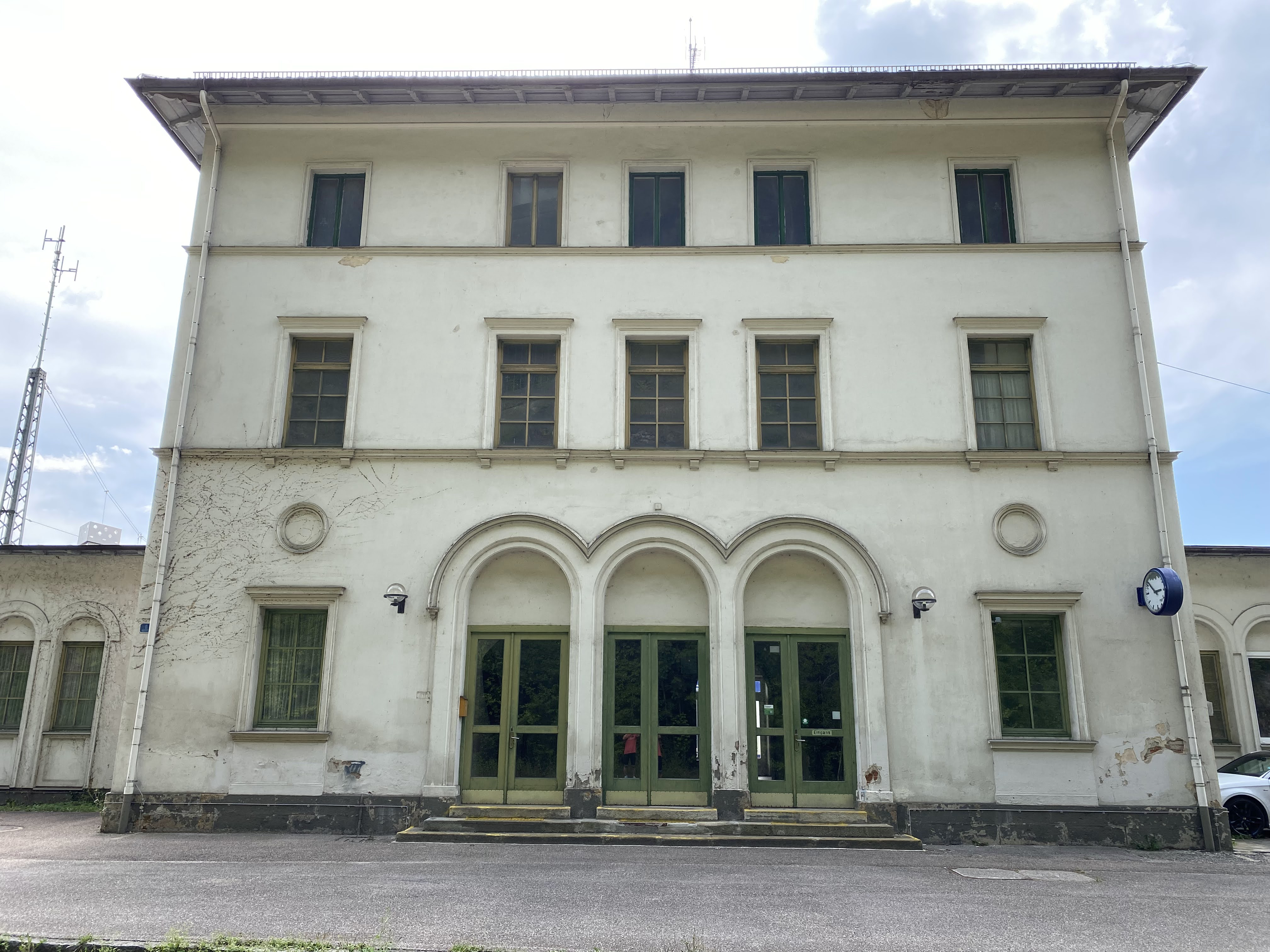
Empfangsgebäude

Der Bahnhof wurde auf einem 1,5 Kilometer langen, aus dem Schneckenberg herausgesprengten Plateau errichtet. Er umfasste drei Durchgangsgleise und ein Abstellgleis. Der Bahnhof wurde am 12. April 1870 gemeinsam mit dem letzten Teilstück Ingolstadt–Treuchtlingen der Bahnstrecke München–Treuchtlingen unter der damaligen Schreibweise der Stadt unter dem Namen Eichstädt eröffnet. Er wurde in der Gemeinde Wasserzell, die am 1. Juli 1972 nach Eichstätt eingemeindet wurde, im heutigen Ortsteil Eichstätt-Bahnhof, errichtet. Die bayrische Post eröffnete am 1. Juni 1870 am Bahnhof einen Schalter.
Am 15. September 1885 wurde die am Bahnhofsvorplatz beginnende schmalspurige Strecke nach Eichstätt Stadt eröffnet und der Bahnhof damit zum Spurwechselbahnhof. 1929 wurden im Bahnhof zwei mechanische Stellwerke in Betrieb genommen: das Fahrdienstleiterstellwerk im Empfangsgebäude und das Wärterstellwerk am südlichen Bahnhofskopf. Bis 4. Oktober 1934 wurde die mittlerweile von Eichstätt Stadt bis Beilngries verlängerte abzweigende Strecke auf Normalspur umgespurt und auf neuer Trasse in Eichstätt Bahnhof in Gleis 1 eingefädelt.
Anfang der 1960er-Jahre elektrifizierte die Deutsche Bundesbahn den Großteil des Bahnhofs zusammen mit dem Streckenabschnitt Ingolstadt–Treuchtlingen. Ungefähr zu dieser Zeit wurden auch bayrische Formsignale durch Formsignale der Regelbauart ersetzt.
Am 20. Juli 1982 wurden die beiden mechanischen Stellwerke durch das Relaisstellwerk Ef der Bauform Sp Dr L 60 ersetzt, das auch das Stellwerk Ad in Adelschlag und die Blockstelle Obereichstätt ersetzte und die Fernsteuerung des Stellwerks im Bahnhof Tauberfeld übernahm. Dabei wurde auch das letzte bayrische Flügelsignal, das Einfahrsignal aus Richtung Eichstätt Stadt, außer Betrieb genommen und als Denkmal am Bahnhofsvorplatz von Ingolstadt Hauptbahnhof aufgestellt.

## Verkehr

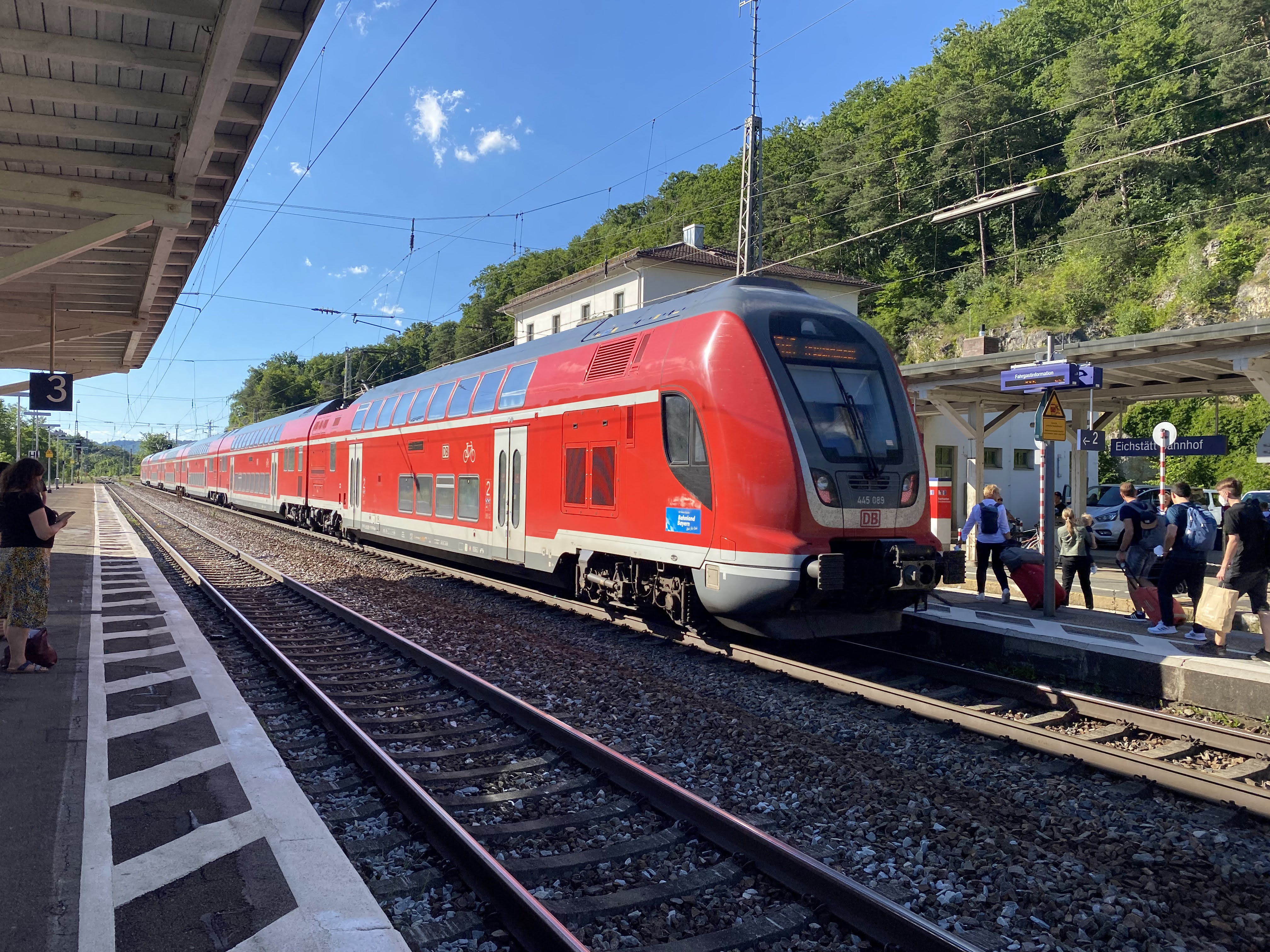
Der RB 16 bei der Ausfahrt aus dem Bahnhof.

In Eichstätt Bahnhof halten ausschließlich Regionalzüge: Stündlich verkehren Regionalbahnen der Linie RB 16 der DB Regio Bayern zwischen Nürnberg und München über Eichstätt Bahnhof, die außer in Tagesrandlage zu jeder zweiten Stunde in Treuchtlingen enden bzw. beginnen. Einzelne Läufe beginnen morgens in Ingolstadt oder enden abends dort. Stündlich fahren die Züge der RB 14 der Bayerischen Regiobahn von Eichstätt Stadt nach Eichstätt Bahnhof und zurück. Diese bilden mit den Zügen der RB 16 einen integralen Taktknoten zur vollen Stunde. In der Hauptverkehrszeit kommen wochentags die stündlichen Verstärkerzüge der RB 14 von Ingolstadt über Eichstätt Bahnhof nach Eichstätt Stadt dazu, die bis Dezember 2020 teilweise von und nach Augsburg durchgebunden wurden. Dadurch entsteht in diesen Zeiten ein Halbstundentakt zum Stadtbahnhof. Seit dem Fahrplanwechsel im Dezember 2019 gibt es in den Morgenstunden außerdem ein Regionalexpress-Zugpaar der Linie RE 1 von München nach Eichstätt Bahnhof und zurück.
| Linie                    | Linienverlauf                                                                                          | Taktfrequenz                     |
| ------------------------ | --- | -------------------------------- |
| RE1                      | Eichstätt Bahnhof – Ingolstadt – München                                                               | ein Zugpaar (wochentags)         |
| RB16                     | (zweistündlich: Nürnberg – ) Treuchtlingen – Eichstätt Bahnhof – Ingolstadt – Dachau Bahnhof – München | Stundentakt                      |
| RB16                     | Nürnberg – Treuchtlingen – Eichstätt Bahnhof – Ingolstadt                                              | einzelne Züge (in Tagesrandlage) |
| RB14                     | Eichstätt Stadt – Rebdorf-Hofmühle – Wasserzell – Eichstätt Bahnhof – Ingolstadt                       | Stundentakt (in der HVZ)         |
| RB14                     | Eichstätt Stadt – Rebdorf-Hofmühle – Wasserzell – Eichstätt Bahnhof                                    | Stundentakt                      |
| Stand: 15. Dezember 2024 | |                                  |